# Pelea capreolus
O riboque (Pelea capreolus), chamado em outras línguas Rhebok, Reebok, Ribbok, Rhebuck, Vaal Rhebok ou ainda Vaalribbok, é uma espécie de antílope endêmica à África do Sul, Lesoto, Suazilândia e Zimbabwe.

Preferem pastagens de habitats montanhosos, e possuem um revestimento de lã cinzenta para isolá-los do frio de seu habitat. Somente os machos possuem os chifres retos, e tornam-se extremamente agressivos durante a estação de acasalamento.